# Passeromyia heterochaeta
Passeromyia heterochaeta är en tvåvingeart som först beskrevs av Villeneuve 1915.  Passeromyia heterochaeta ingår i släktet Passeromyia och familjen husflugor. Inga underarter finns listade i Catalogue of Life.